# Holly Edmondston

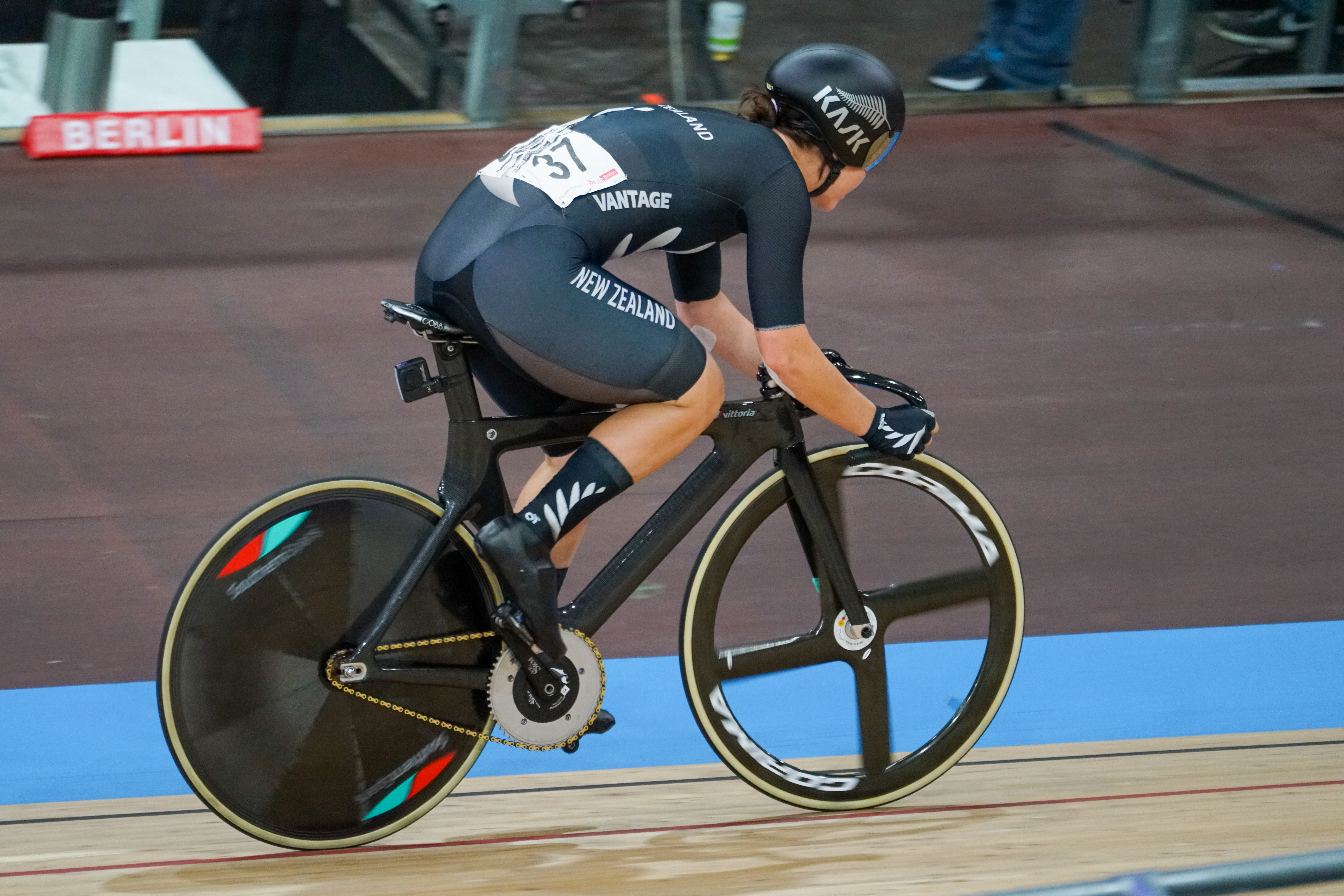
Edmondston bei der Bahn-WM 2020 in Berlin

Holly Edmondston (* 5. Dezember 1996 in Nelson) ist eine ehemalige neuseeländische Radsportlerin, die vorrangig auf der Bahn aktiv war.

## Sportlicher Werdegang
2013 wurde Holly Edmondston dreifache neuseeländischer Junioren-Meisterin in 500-Meter-Zeitfahren, im Punktefahren und im Teamsprint. Im Jahr darauf errang sie mit dem neuseeländischen Juniorinnen-Vierer aus Bryony Botha, Holly White und Nina Wollaston bei den Junioren-Weltmeisterschaften Bronze in der Mannschaftsverfolgung. 2015 wurde der neuseeländische Vierer mit Edmondston, Kirstie James, Alysha Keith und Elizabeth Steel Ozeanienmeister; Edmondston holte 2017 bei den kontinentalen Meisterschaften Bronze im Omnium. Anschließend musste sie wegen einer Rückenverletzung eine längere sportliche Pause einlegen.
2019 gewann Edmondston gemeinsam mit Kirstie James, Michaela Drummond und Bryony Botha bei den Weltmeisterschaften Bronze in der Mannschaft. Beim Lauf des Weltcups 2019/20 in Cambridge gewann sie Gold im Scratch und in der Mannschaftsverfolgung (mit James, Botha und Rushlee Buchanan). Ende des Jahres 2019 musste sie sich wegen einer Endometriose operieren lassen.
2021 wurde Holly Edmondston für die Olympischen Spiele in Tokio nominiert, wo sie die Mannschaftsverfolgung (8.) und das Omnium (10.) bestritt.

## Erfolge
2013
- Neuseeländische Junioren-Meisterin – 500-Meter-Zeitfahren, Punktefahren, Teamsprint (mit Alice Hay)

2014
- Junioren-Weltmeisterschaft – Mannschaftsverfolgung (mit Bryony Botha, Holly White und Nina Wollaston)

2015
- Ozeanienmeisterin – Mannschaftsverfolgung (mit Kirstie James, Alysha Keith und Elizabeth Steel)

2017
- Ozeanienmeisterschaft – Omnium

2019
- Weltmeisterschaft – Mannschaftsverfolgung (mit Kirstie James, Michaela Drummond und Bryony Botha)
- Weltcup in Cambridge – Scratch, Mannschaftsverfolgung (mit Kirstie James, Rushlee Buchanan und Bryony Botha)